# Kerk van Jennelt
De Kerk van Jennelt (Jennelter Kirche) is een hervormde kerk in het Oost-Friese Jennelt in de  gemeente Krummhörn (Nedersaksen).

## Geschiedenis
Omdat het terpdorp Jennelt al in de 8e/9e eeuw als Geinleth werd genoemd, vermoedt men dat de huidige kerk een voorganger had. Hiervan heeft men overigens nog geen resten kunnen vinden. De huidige kerk werd in de laatste helft van de 13e eeuw als zaalkerk aan de westelijke kant van het langgerekte dorp gebouwd.
Met de komst van de reformatie werd de kerk aan de nieuwe liturgische eisen aangepast. Alle beelden werden uit de kerk gehaald en het gebouw werd tot een echte gereformeerde preekkerk verbouwd. De kansel kreeg een plaats in het centrum van de zuidelijke kant. Daarom heen werden de banken gegroepeerd, met op de westelijke en oostelijke kant de ietwat verhoogde banken voor de boerenfamilies. Het avondmaal werd in de afscheiden koorruimte gevierd.
In de late 16e eeuw viel Jennelt toe aan de familie In- en Kniphuisen. De belangrijkste telg uit deze familie, vrijheer Dodo zu Innhausen und Knyphausen, liet in 1604 het polygonale koor en de grafkelder aanbouwen. In die grafkelder zouden de leden van het adellijke geslacht later worden bijgezet. Na zijn dood tijdens de slag bij Haselünne werd Dodo als veldmaarschalk in het Zweedse leger in 1636 in Jennelt in een fraaie sarcofaag bijgezet. Ook zijn vrouw, Anna van Schade, vond in de grafkelder haar laatste rustplaats.
De kerk werd in 1971 opnieuw verbouwd. Nu werd de ingang naar de huidige plek verplaatst en liet men muren in het gebouw optrekken, zodat er verschillende ruimten ontstonden. Van de oorspronkelijke inrichting bleven alleen een deel van de kansel en de avondmaalstafel bewaard.
In 2013 werd de kerk geheel gerestaureerd, waarbij de in 1971 aangebrachte ruimtes weer werden verwijderd.

## Architectuur
De kerk werd oorspronkelijk in de romaanse stijl gebouwd. Aan de oostelijke kant bevindt zich een dakruiter. Aan de buitenkant valt door een bouwnaad duidelijk een scheiding tussen het koor en het hogere schip af te lezen. Binnen verbindt een doorgang beide bouwdelen. Vroeger had het gebouw ingangen aan de noordelijke en zuidelijke kant. Het portaal aan de zuidelijke kant bevond zich onder een inschrift uit het jaar 1870 en van het noordelijke portaal is nog een restant van een drempel te herkennen. Op de westelijke kant bevond zich nog een andere, grotere ingang. Tegenwoordig betreedt men het  kerkgebouw door een zuidelijk portaal. Tot de aanbouw van het koor bevond het altaar zich op de oostelijke kant van de kerk. Er zijn aanwijzingen dat zich in dit deel van de kerk ook een klein gemetseld gewelf heeft bevonden.
Van de oorspronkelijke smalle romaanse ramen bleven enkele in de oostelijke gevel van het koor bewaard. De overige ramen werden na de reformatie vergroot om zo meer licht in het gebouw toe te laten. Deze spitsboogramen zonder maaswerk geven de kerk het huidige gotische aanzien.
Ten zuiden van het kerkschip staat een vrijstaande klokkentoren van het gesloten type. 

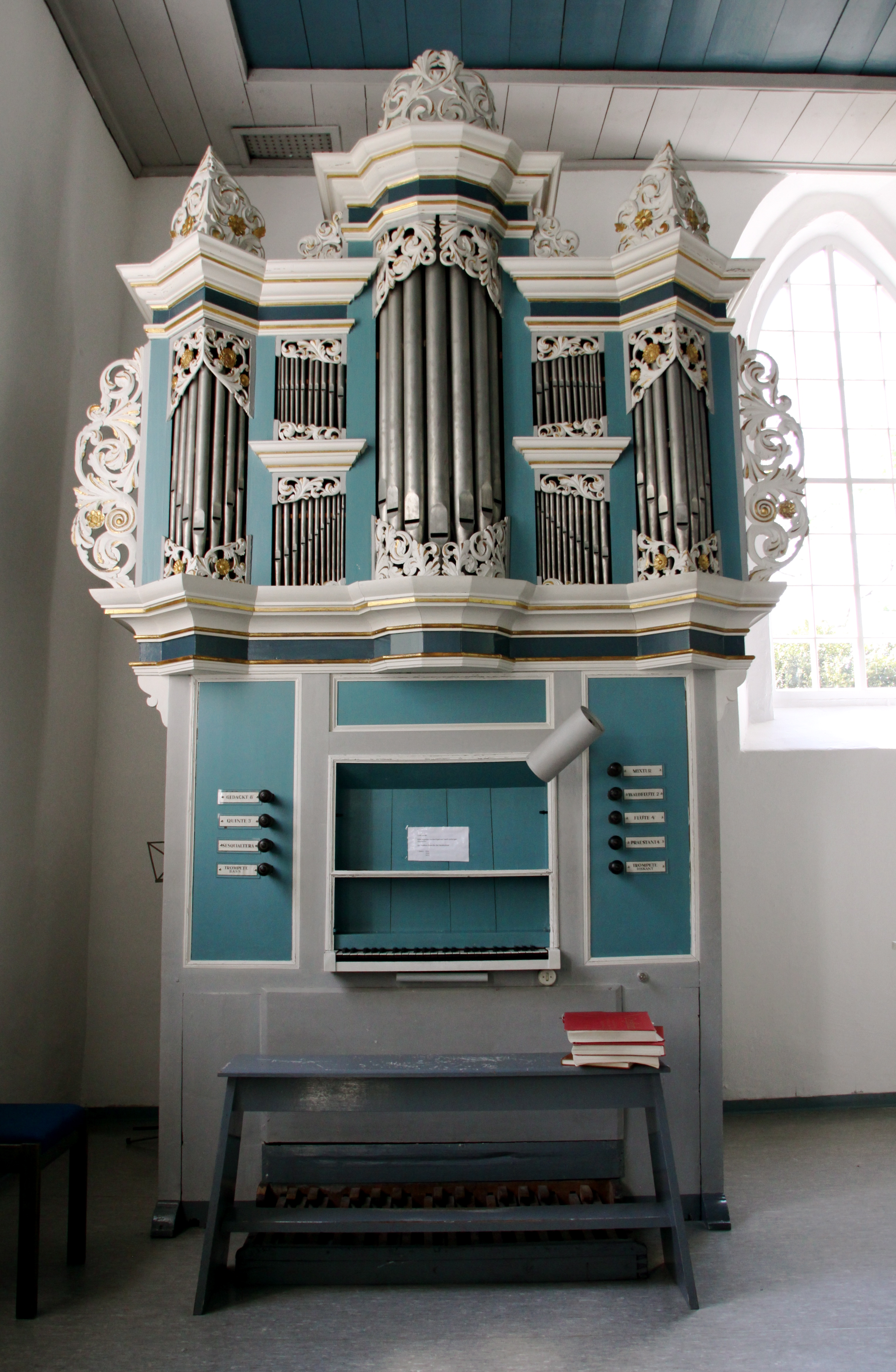
Orgel

## Inventaris
In de grafkelder staan twee historisch belangrijke barokke sarcofagen. De sarcofaag van Dodo is versierd met gedreven koperwerk, terwijl de sarcofaag van zijn zoon Adam geheel uit koper bestaat en versierd is met loofwerk en voorstellingen van de deugden. De andere sarcofagen bestaan eveneens uit koper en werden in de 17e eeuw vervaardigd.
Verder zijn er nog twee torenuurwerken bewaard gebleven, waarvan de oudste nog een smeedijzeren exemplaar betreft uit de 17e eeuw. 
De andere dateert uit 1934 en is van het merk Weule.

## Orgel
Het uit het jaar 1738 stammende orgel werd door Johann Friedrich Constabel gebouwd en staat pas sinds 1970 in Jennelt. Het is oorspronkelijk afkomstig uit de kerk van Bargebur. Nadat Bargeburg een groter instrument kreeg, werd het  instrument in 1864 aan Hamswehrum verkocht voor de zich daar bevindende Mariakerk. In 1969 werd het orgel door Ahrend & Brunzema gerestaureerd en daarna in de kerk van Jennelt op de vloer voor de westelijke muur opgesteld. Het kerkorgel bezit acht registers verdeeld over één manuaal en aangehangen pedaal. De dispositie luidt als volgt:
| Manuaal C–c3 |                 |    |   |
| 1.           | Praestant       | 4′ | A |
| 2.           | Gedekt          | 8′ | C |
| 3.           | Fluit           | 4′ | C |
| 4.           | Quint           | 3′ | C |
| 5.           | Woudfluit       | 2′ | C |
| 6.           | Sesquialtera II |    | A |
| 7.           | Mixtuur III     |    | C |
| 8.           | Trompet B/D     | 8′ | A |

| Pedaal C–d1 |             |
|             | aangehangen |

C = Johann Friedrich Constabel, Wittmund (1738)
A = Ahrend & Brunzema, Loga (1969)